# Tadoussac (film)
Pour la ville, voir Tadoussac.
Pour plus de détails, voir Fiche technique et Distribution.
Tadoussac est un film québécois réalisé par Martin Laroche et sorti en 2017.

## Synopsis
Chloé fuit précipitamment de chez elle à Montréal pour faire de l'auto-stop jusqu'à Tadoussac où elle trouve un accueil dans une auberge de jeunesse, en contrepartie de travailler à des tâches ménagères. S'étant présentée comme « Fanny », elle interroge des personnes locales sur une parenté « Harvey » qui résiderait dans les environs, et fait la rencontre de Myriam. Cachant son véritable lien avec Myriam, « Fanny » apprend à connaître cette femme atypique et solitaire qui se trouve être sa mère biologique l'ayant abandonnée près de vingt ans auparavant. Elle-même vit une crise intime profonde.

## Fiche technique
- Titre : Tadoussac
- Réalisation : Martin Laroche (1er assistant Vuk Stojanovic)
- Scénario : Martin Laroche (assisté d'Isabelle Hébert)
- Direction artistique : Carolyne De Bellefeuille
- Photographie : Ariel Méthot
- Son : Thierry Bourgault D'Amico, Michel Gauvin
- Montage : Amélie Labrèche
- Production : Martin Laroche
- Société de production : Les Films de l'autre
- Société de distribution : K-Films Amérique
- Budget approximatif : 250 000 dollars[1]
- Pays de production : Canada
- Langue originale : français québécois
- Format : couleur
- Genre : drame
- Durée : 89 minutes

- Dates de sorties et présentations festivalières : 
  - France : 22 septembre 2017 (Festival du film canadien de Dieppe)
  - Belgique : 1er octobre 2017 (Festival international du film francophone de Namur (FIFF))[2]
  - Canada : 30 octobre 2017 (36e Festival du cinéma international en Abitibi-Témiscamingue (FCIAT))[3]
  - Canada : 8 novembre 2017 (Festival de films francophones Cinemania à Montréal)[4]
  - Grèce : 10 novembre 2017 (Festival international du film de Thessalonique)
  - Canada : 1er décembre 2017 (sortie en salles au Québec)
  - Canada : 29 mai 2018 (sortie DVD)
  - Chine : 16 juin 2018 (Festival international du film de Shanghai)

## Distribution
- Camille Mongeau : Chloé Bélanger / Fanny Roy
- Isabelle Blais : Myriam Harvey
- Juliette Gosselin : Laurie
- Vuk Stojanovic : Julien
- Isabelle Boivin : Catherine
- Josée Gagnon : Valérie
- Bruno Paradis : Alex
- Maxime Genois : James
- Serge Boulianne : Vincent
- Stéfane Guignard : Stéfane
- Éric Cyr : Éric
- Monique Gauvin : Stéphanie
- Marlène Poulin : l'infirmière

## Projet et réalisation

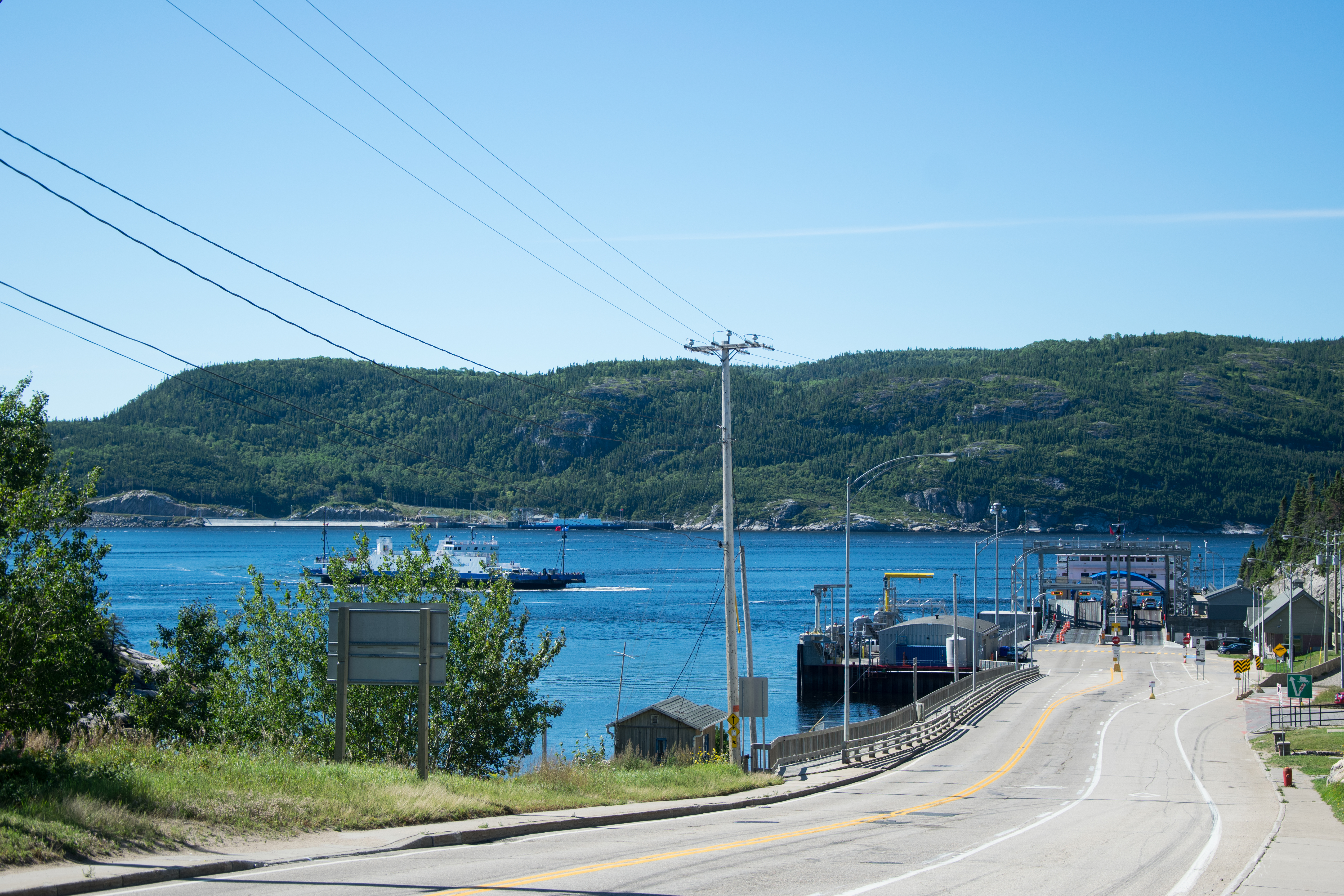
Le bac pour Tadoussac sur la rivière Saguenay.

Troisième long métrage de Martin Laroche, le film est tourné en partie sur fonds propres et avec peu de moyens en mars 2016 à Tadoussac, Les Escoumins, Grandes-Bergeronnes et Montréal. Le réalisateur, qui veut se rattacher au mouvement « naturaliste », tourne sans éclairage artificiel, caméra HD à l'épaule et monte son film sans musique, même au générique.

## Accueil critique
Comme les précédents films du réalisateur « qui remuent, qui chavirent » – rappelant sa « sensibilité toute féminine » –, Tadoussac est jugé par la critique québécoise comme « un grand drame » qui joue sur la « sobriété des émotions et l'économie de mots », le comparant à Rosetta des frères Dardenne. Dans cette ligne, la critique du Devoir souligne également le double choix du réalisateur qui, comme les Dardennes, s'attache « à cadrer serré » ses personnages – sans oublier d'élargir le cadre sur les « beautés hivernales de Tadoussac » et de La Haute-Côte-Nord – s'enthousiasmant sur le jeu des actrices, « Camille Mongeau, d’une parfaite retenue, [et] la lumineuse Isabelle Blais confirme, une fois de plus, qu’elle est une grande actrice dans ce double portrait féminin délicatement nuancé ». Pour La Presse, le « parti pris naturaliste [et...] la caméra vérité » poussent parfois à des « images difficiles à supporter », particulièrement dans les scènes de douleurs mais le jeu « délicat et nuancé » des actrices et la scène finale de téléphone – « scène parfaitement construite, écrite et jouée, un morceau d'anthologie » – est « moment fort [qui] vient racheter le côté aride et la langueur d'un film sans compromis, dont la fin ouverte laisse heureusement voir une certaine lumière ».

## Distinctions

### Prix
- Bayard d'or 2017 de la « meilleure comédienne » pour Camille Mongeau lors du Festival international du film francophone de Namur[3]
- Coupe d'or 2018 de la « meilleure actrice » pour Isabelle Blais lors du Festival international du film de Shanghai[8]

### Nominations
- Bayard d'or 2017 : « Meilleur film » lors du Festival international du film francophone de Namur[8]
- Gala Québec Cinéma 2018 : « Meilleure interprétation dans un second rôle féminin » pour Isabelle Blais[8]
- Coupe d'or 2018 : « Meilleur film » lors du Festival international du film de Shanghai[8]